# Ant Group
Die Ant Group (chinesisch 螞蟻集團 / 蚂蚁集团, Pinyin Mǎyǐ jítuán) ist eine Tochtergesellschaft der chinesischen Alibaba Group. Ant Group ist das am höchsten bewertete Finanztechnologie-Unternehmen der Welt und mit einem Wert von 150 bis 200 Milliarden US-Dollar das wertvollste Einhorn (Start-up) der Welt. Unter verschiedenen Marken bietet die Ant Group Bezahldienste und Finanzdienstleistungen an. Es betreibt u. a. Alipay, die weltweit größte Plattform für mobile und Online-Zahlungen, sowie Yu’e Bao, den weltweit größten Geldmarktfonds. Es betreibt auch Sesame Credit, ein Bonitätsbewertungssystem, welches auch soziales Verhalten bewertet (Sozialkredit-System). Im Februar 2021 hatte Ant Group weltweit 1,3 Milliarden Nutzer.
Nach Darstellung von Cory Doctorow besteht das Ant-Geschäftsmodell darin, über das App-Frontend teure Kleinkredite zu vermitteln und diese dann gebündelt als Wertpapiere an Spekulanten zu verkaufen.

## Geschichte
Ant Financial entstand am 23. Oktober 2014 im Rahmen eines Rebranding aus dem Bezahldienst Alipay. Im Jahr 2015 sammelte Ant Financial von verschiedenen Investoren ca. 4,5 Milliarden US-Dollar ein. Zum 26. April 2016 hatte Ant Financial jährlich rund 450 Millionen aktive Nutzer. 2016 wurden über den mobilen Zahldienst Alipay Transaktionen in Höhe von 9 Billionen US-Dollar abgewickelt. Die Credit Suisse schätzte, dass 58 % der Online-Zahlungsvorgänge in China über Alipay abgewickelt wurden. Im September 2016 kaufte Ant Financial EyeVerify ein biometrisches Sicherheitsunternehmen aus den Vereinigten Staaten. Am 26. Januar 2017 gab die Ant Financial Services Group einen Deal zur Übernahme von MoneyGram International für 880 Millionen US-Dollar bekannt. Im Januar 2018 beschlossen die Unternehmen, den Deal aufzukündigen, nachdem der Ausschuss für ausländische Investitionen in den USA aus Gründen der nationalen Sicherheit seine Genehmigung verweigert hatte. Im selben Monat gab die chinesische Cyberspace Administration an, dass Ant Financial die Datenschutzstandards des Landes nicht erfüllt habe.
Am 9. Juni 2018 sammelte das Unternehmen rund 14 Milliarden US-Dollar von Investoren ein. Das Unternehmen begann verstärkt ins Ausland zu expandieren. Im November 2019 kündigte das Unternehmen an, 1 Milliarde US-Dollar für einen neuen Fonds aufzubringen, um die Investitionstätigkeit des Unternehmens in Indien und Südostasien auszubauen. Aufgrund der wachsenden Zahl chinesischer Touristen auf der ganzen Welt versucht Ant Financial auch, seine Dienstleistungen auf Europa und die USA auszudehnen. Am 14. Februar 2019 erwarb Ant Financial den britischen Geldtransferdienstleister WorldFirst für 700 Millionen US-Dollar. Im März 2020 beteiligte sich Ant Financial am schwedischen Payment-Service-Provider Klarna. Laut Reuters soll die Minderheitsbeteiligung bei 1 % liegen.
Im August 2020 wurde veröffentlicht, dass Ant Financial einen Börsengang für September oder Oktober plane. Es sollten 15 Prozent der Unternehmensanteile an der Börse gehandelt werden. Ant Financial plant, in Hongkong und in Shanghai gelistet zu werden, jedoch nicht in den USA, was den zunehmenden Spannungen zwischen den beiden Ländern zugeschrieben wurde. Zwei Tage vor dem dann auf die erste Novemberwoche 2020 gelegten Termin wurde der Börsengang jedoch von den Aufsichtsgremien der beiden Börsen vorerst abgesagt und auf unbestimmte Zeit verschoben, weil sich die rechtliche Situation geändert habe. Alibaba-Gründer Jack Ma hatte zuvor Kritik an der Regulierung der chinesischen Behörden geäußert. Es wurde berichtet, dass der Führer der Kommunistischen Partei Chinas, Xi Jinping, persönlich den Börsengang der Ant Group verhindert hatte.
Im Zuge des geplanten Börsengangs wurden auch die Geschäftszahlen des Unternehmens bekannt. In den 6 Monaten von Januar bis Juni 2020 machte das Unternehmen umgerechnet ca. 8,9 Milliarden Euro Umsatz und erwirtschaftete einen Gewinn von ca. 2,6 Milliarden Euro.
Am 12. April 2021 berichtete das Wall Street Journal, dass die Ant Group auf Druck der chinesischen Regierung in eine Finanzholding umgewandelt wird, die von der Chinesischen Volksbank reguliert und überwacht wird. Im Zuge der Umstrukturierung verlor Jack Ma 2023 die Kontrolle über das Unternehmen und seine Stimmanteile wurden von 50 auf 6 Prozent vermindert. Die chinesische Regierung äußerte sich positiv über diese Änderungen und bezeichnete sie als Verbesserungen in Bezug auf Transparenz und Verantwortlichkeit.

## Marken
- Alipay
- Ant Fortune
- Ant Insurance Services
- Jiebei (Ant Cash Now)
- Koubei
- MYbank
- Sesame Credit
- ZOLOZ
- WorldFirst